# 브라이언 볼런드
브라이언 볼런드(영어: Brian Bolland, 1951년 3월 26일 ~ )는 잉글랜드의 만화가이다. 영국 만화 잡지 《2000 AD》에 《저지 드레드》를 비롯 인기작들을 연재했고 DC 코믹스에서는 《배트맨: 킬링 조크》와 12권에 걸친 장편 《카멜롯 3000》의 그림을 담당했다. 이후로는 표지 일러스트레이션 전문으로 활동하고 있다. 그의 화풍은 뚜렷한 윤곽선과 디테일이 강조되는 것이 특징이다.